# 아널드 잭슨
아널드 뉴전트 스트로드잭슨(Arnold Nugent Strode-Jackson, CBE, DSO, 1891년 4월 5일 ~ 1972년 11월 13일)은 영국의 중거리달리기 선수로 1912년 스톡홀름 올림픽 1500m 금메달리스트이다. 후에 제1차 세계 대전에 참전한 사관이 되었다.

## 초기 경력
서리주 애덜스턴(Addlestone)에서 태어난 잭슨은 맬번 칼리지(Malvern College)에서 수학하는 동안에 뛰어난 육상, 크리켓, 축구와 권투 선수였으며, 1910년 10월 옥스퍼드 대학교 브라스노즈 칼리지(Brasenose College, Oxford)로 옮길 때 더욱 폭넓은 스포츠 종목에 몸담았다. 축구와 하키에서 자신의 학교를 대표하고 유용한 골프 선수와 노잡이가 되었으나, 전 허들 기록 보유자이자 옥스퍼드 대학교의 회계원인 삼촌 클레멘트의 조언에 잭슨은 다시 육상을 시작하였다.
당시의 상황에 비해 그의 훈련은 극단적으로 임시적이었으나, 1912년 옥스퍼드 대학교 마일 레이스에서 우승한 후 자신의 타고난 재능을 발휘해 케임브리지 대학교를 상대로 4분 21.6초로 우승하였다. 이러한 성과에 힘입어 1912년 스톡홀름 올림픽 영국 국가대표 선수로 선발되었다.

## 올림픽
올림픽 1500m 종목에서 9명의 영국 입장 선수들 중에 7명이 예선에서 탈락되고, 잭슨과 케임브리지 대학교의 필립 노엘베이커만이 결승전 진출에 성공하였다. 결승전에서 마일 종목의 세계 기록 보유자 존 폴 존스(John Paul Jones)와 1500m 종목의 세계 기록 보유자 에이벌 키비어트(Abel Kiviat)를 꺾고 국내와 올림픽 신기록 3분 56.8초를 세워 우승하였다.
귀국하는 길에 잭슨은 대학교에서 지속적으로 달렸으나 올림픽 챔피언과 영국 기록 보유자에 불구하고, 그는 AAA 선수권에 들어갈 생각을 하지 않았다. 그는 1913년과 1914년에 다시 케임브리지 대학교에 승리를 거두고, 4월에 미국으로 건너가 펜 릴레이 대회에서의 마지막 경주로 4 마일 릴레이에서 옥스퍼드 팀의 우승을 가져왔다.

## 군사 경력
육상 경력을 끝내고, 전쟁에서 잭슨은 왕립 소총 부대에 복무하여 자신의 스포츠 명예보다 더 많은 수훈을 이루었다. 그는 영국 육군에서 최연소 준장이었으며 6번이나 파견에 언급되고, 수훈장과 3개의 메달을 받았다.
1921년 미국에 정착하기 전에 잭슨은 파리 강화 회의에 참석하는 영국 사절단의 일원이었으며, 그 공헌으로 3등급 대영 제국 훈장(CBE)이 수여되었다.
1945년 미국 시민이 되었으나, 만년을 영국에서 보내다가 81세의 나이로 옥스퍼드에서 사망하였다.